# 偶像の書
『偶像の書』（ぐうぞうのしょ、アラビア語: كتاب الأصنام）とは学者イブヌ・ル＝カルビー（737-819）が執筆した、イスラム教以前のアラブの宗教の神々や儀式について記述された本。この本は、イスラム教以前のアラブ宗教、そしてカアバ（イスラーム最高の聖地にして題名にもある偶像を有する建築物）建立以来アラブ人が陥っているとされる宗教的腐敗の状態を批判している。またアッラーフが許さない唯一の罪「シルク（多神信仰または偶像崇拝）」を「イスラム教以前のアラブ人の偶像崇拝」とし、それを浸透させるのに役立った。
エジプトの言語学者であるアフマド・ザキ・パシャが発見し、ダマスカスのオークションで現存する唯一の写本を購入し、1934年の彼の死後、彼の膨大な収集物の中の一つとして国に寄贈された。また発見については第14回国際東洋学者会議においてザキ・パシャが発表した。

## 翻訳
- Faris, Nabih Amin (1952). Hishām Ibn-Al-Kalbi, The Book of Idols or The Kitāb al-Aṣnām. Princeton: Princeton UP 英語翻訳

## 関連文献
- H. S. Nyberg. "Bemerkungen zum Buch der Götzenbilder von Ibn al-Kalbi." Lund: Svenska Institut i Rom. Ser. 2, Bd. 1, 1939. pp. 346–66.